# (5806) Archieroy
(5806) Archieroy ist ein Asteroid des inneren Hauptgürtels, der am 11. Januar 1986 vom US-amerikanischen Astronomen Edward L. G. Bowell an der Anderson Mesa Außenstelle des Lowell-Observatoriums (IAU-Code 688) im Coconino County im Norden des Bundesstaates Arizona entdeckt wurde.
Der Himmelskörper wurde nach dem schottischen Astronomen und Autor Archie Edmiston Roy (1924–2012) benannt, der auf den Gebieten der Astrodynamik, Himmelsmechanik Archäoastronomie und Neuronalen Netzwerken tätig war.